# Home Island
Home Island är en ö i Kokosöarna (Australien). Den ligger i den norra delen av landet, 9 km nordost om huvudorten West Island. Arean är 0,95 kvadratkilometer. Home Island är en av de två bebodda öarna i Kokosöarna. Öns största by är Bantam Village. Den högsta punkten är 18 meter över havet.